# Titus (Alabama)
Pour les articles homonymes, voir Titus.
Titus est une communauté non incorporée du Comté d'Elmore en Alabama.